# تركان بنت الملك مسعود
تركان بنت الملك عزالدين مسعود بن قطب الدين أتابك زنكي ( - 640 هـ) زوجة الأشرف موسى. ينسب إليها المدرسة والتربة المعروفتان باسمها بسفح قاسيون في دمشق. 